# 獅子鄉 (台灣)
22°12′06″N 120°42′20″E / 22.201775°N 120.705438°E
獅子鄉位於臺灣屏東縣東南方，北臨春日鄉，東鄰臺東縣達仁鄉，西鄰枋山鄉，西南連車城鄉，南接牡丹鄉，是全縣面積最大的鄉鎮，1875年的獅頭社事件即發生於此。
本鄉地處恆春半島，地質上屬中央山脈的一部分，地勢險峻，多山少平地，鄉境內有楓港溪、枋山溪流經。氣候上屬熱帶季風氣候，每年冬春兩季均有強勁的落山風吹襲，居民則以臺灣原住民排灣族為主。

## 歷史
獅子鄉是中華民國政府所規範之行政區域，此地實為大龜文群（排灣語：Tjakuvukuvulj）與射不力（排灣語：Sapediq）等群之傳統領域。據當地的耆老稱在獅子村有巨大岩石，形狀很像獅子頭，因而命名為「獅子頭山」，村落也被稱之為「獅子頭社」。日治時期屬於高雄州潮州郡的蕃地，各社均設有警察官駐在所，掌理一切行政、教育、治安等工作。戰後初期成立公所，並定名為「獅子鄉」，原劃歸高雄縣管轄，1950年改隸屏東縣至今。

## 人口
根據屏東縣枋寮戶政事務所統計，2024年底獅子鄉戶數約1.7千戶，人口約4.9千人，鄉內人口最多與最少的村分別是丹路村與內文村，2024年底兩村人口分別為918人與249人。

## 政治

### 歷任首長
| 屆次 | 姓名   | 政黨       | 備註       |
| ---- | ------ | ---------- | ---------- |
| 1    | 趙金藏 |            |            |
| 2    | 周深仁 |            |            |
| 3    | 周深仁 |            |            |
| 4    | 趙金藏 |            |            |
| 5    | 趙金藏 |            |            |
| 6    | 郭盛文 |            |            |
| 7    | 郭盛文 |            |            |
| 8    | 李正忠 |            |            |
| 9    | 李正忠 |            |            |
| 10   | 朱忠周 |            |            |
| 11   | 簡東明 | 中國國民黨 |            |
| 12   | 簡東明 | 中國國民黨 |            |
| 13   | 張福來 |            | 逝世       |
|      | 張孝娘 |            | 補選上任   |
| 14   | 侯金助 | 民主進步黨 |            |
| 14   | 侯金助 | 民主進步黨 |            |
| 14   | 侯金助 | 中國國民黨 |            |
| 17   | 孔朝   | 中國國民黨 | 涉貪停職   |
| 代理 | 伍慶隆 |            | 前鄉代主席 |
| 18   | 周英傑 | 中國國民黨 |            |
| 19   | 朱宏恩 | 無黨籍     | 現任       |

### 鄉政組織
獅子鄉公所是獅子鄉最高層級的地方行政機關，在中華民國政府架構中為鄉自治的行政機關，同時負責執行縣政府及中央機關委辦事項。獅子鄉的自治監督機關為屏東縣政府。鄉長由全體鄉民直接選舉產生，任期為四年，可連選連任一次。獅子鄉公所並置鄉政會議，為鄉政最高決策機構，在鄉長之下，設有5課2室等7個內部單位及3個附屬機關。
獅子鄉民代表會是獅子鄉的最高民意機關，代表獅子鄉全體鄉民立法和監察鄉政。鄉民代表由公民直選選出，任期為四年，可連選連任。獅子鄉民代表會共有7位鄉民代表，分別為第一選區4席鄉民代表、第二選區3席鄉民代表，主席、副主席由7位鄉民代表互選產生。
獅子鄉為屏東縣議會第十四選區，在屏東縣議會53席縣議員中，獅子鄉共選出1席縣議員。

### 行政區劃
以下列出的「村」屬於行政區劃，因此村內可能有數個部落。括號內皆為排灣語或日語名稱。
| - 南世村：位於南勢湖溪流域。 - 南世部落（Nansiku / Naseko，南勢湖） - 內獅村：位於七里溪流域。 - 內獅部落（Kacedas，內獅頭） - 獅子村：位於枋山溪流域。1961年改和平村，1993年復改名獅子村。 - 中心崙部落（Chushinron） - 和平部落（Qaljecim / Shishito，獅子頭） - 楓林村：鄉行政中心，位於楓港溪下游。 - 楓林部落（Kaidi / Kaede，楓） - 丹路村：位於楓港溪中游。 - 新路部落（Tjuakavayan，家新路） - 上丹路部落（Tjacekes，牡丹路） - 下丹路部落（Pasumaq，巴士墨） - 伊屯部落（Lemiyau） | - 草埔村：位於楓港溪上游。 - 雙流部落（Tjisaulem） - 上草埔部落：橋東(Tjinavanavalj)，橋西(Kuangka) - 下草埔部落(Puljequan) - 內文村：位於楓港溪上游內文溪流域。 - 內文部落（Tjakuvukuvulj，大龜文） - 竹坑村：位於竹坑溪流域。 - 竹坑部落（Tjuruguai / Tjuruquwai，快子，庫瓦伊） |

| 獅子鄉行政區劃                                          |
| 南世村 內獅村 獅子村 草埔村 內文村 丹路村 楓林村 竹坑村 |

## 公共服務

### 警政治安
- 屏東縣政府警察局枋寮分局
  - 獅子分駐所
  - 內獅派出所
  - 草埔派出所

### 消防
- 屏東縣政府消防局第四大隊
  - 獅子分隊

## 教育

### 國民中學
- 屏東縣立獅子國民中學（位於枋山鄉）

### 國民小學

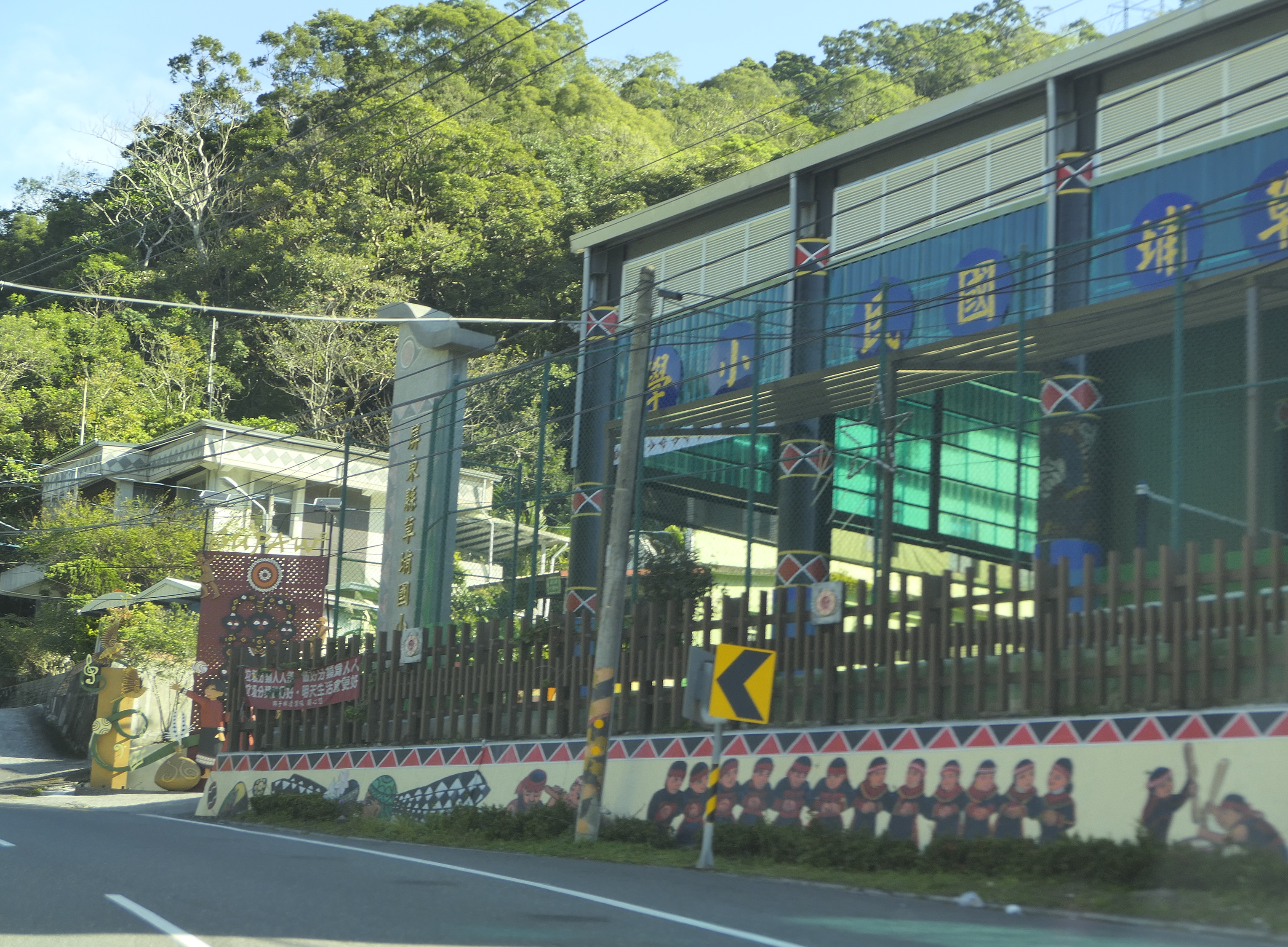
草埔國小

- 屏東縣立內獅國民小學
  - 忠崙分班（1999年廢校）
  - 屏和平分班（1999年廢校）
- 屏東縣立楓林國民小學
  - 竹坑分校（1998年廢校）
- 屏東縣立丹路國民小學
- 屏東縣立草埔國民小學
  - 內文分校（2012年廢校）

### 圖書館
- 屏東縣獅子鄉立圖書館

## 交通

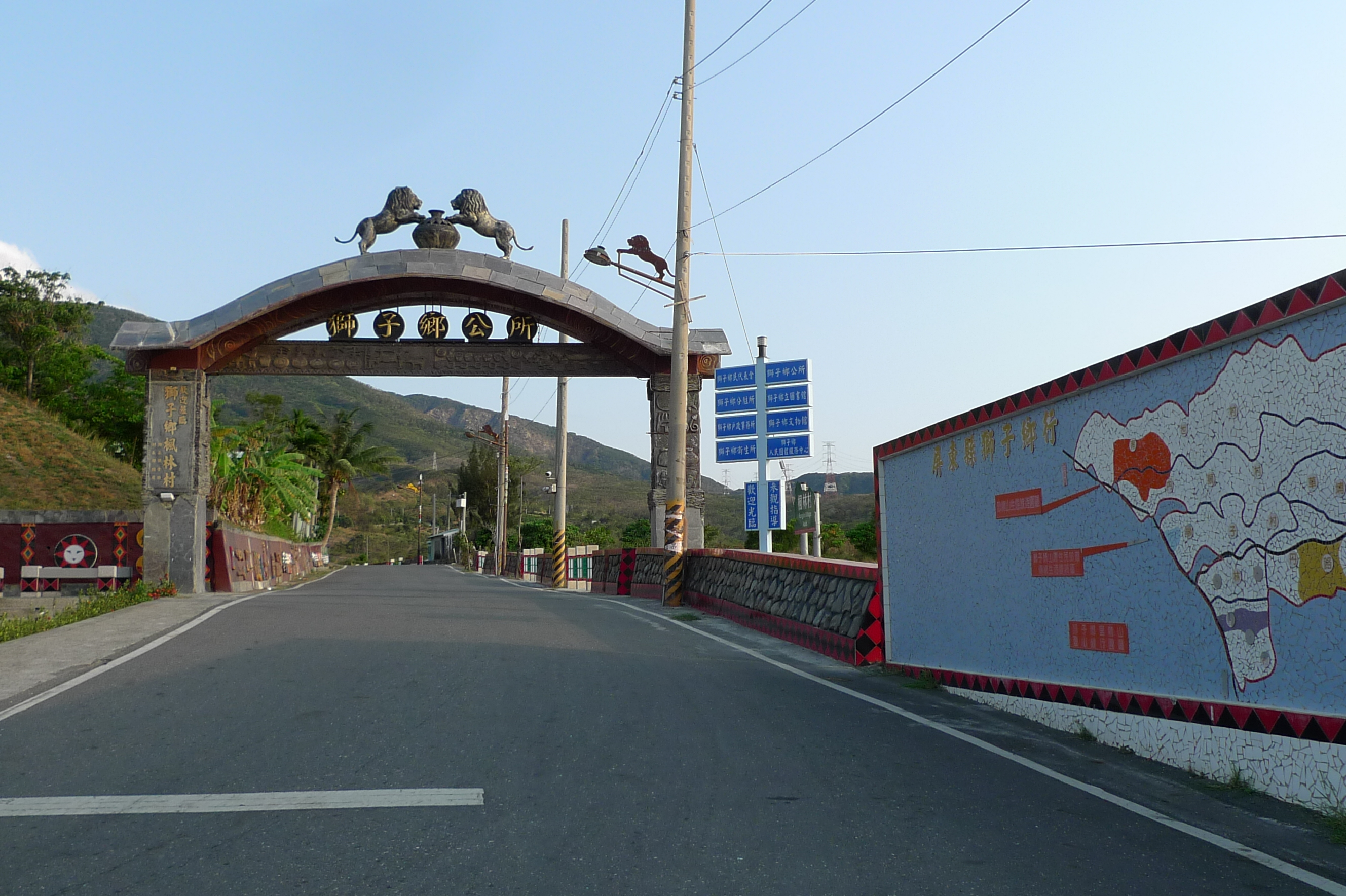
鄉公所拱門

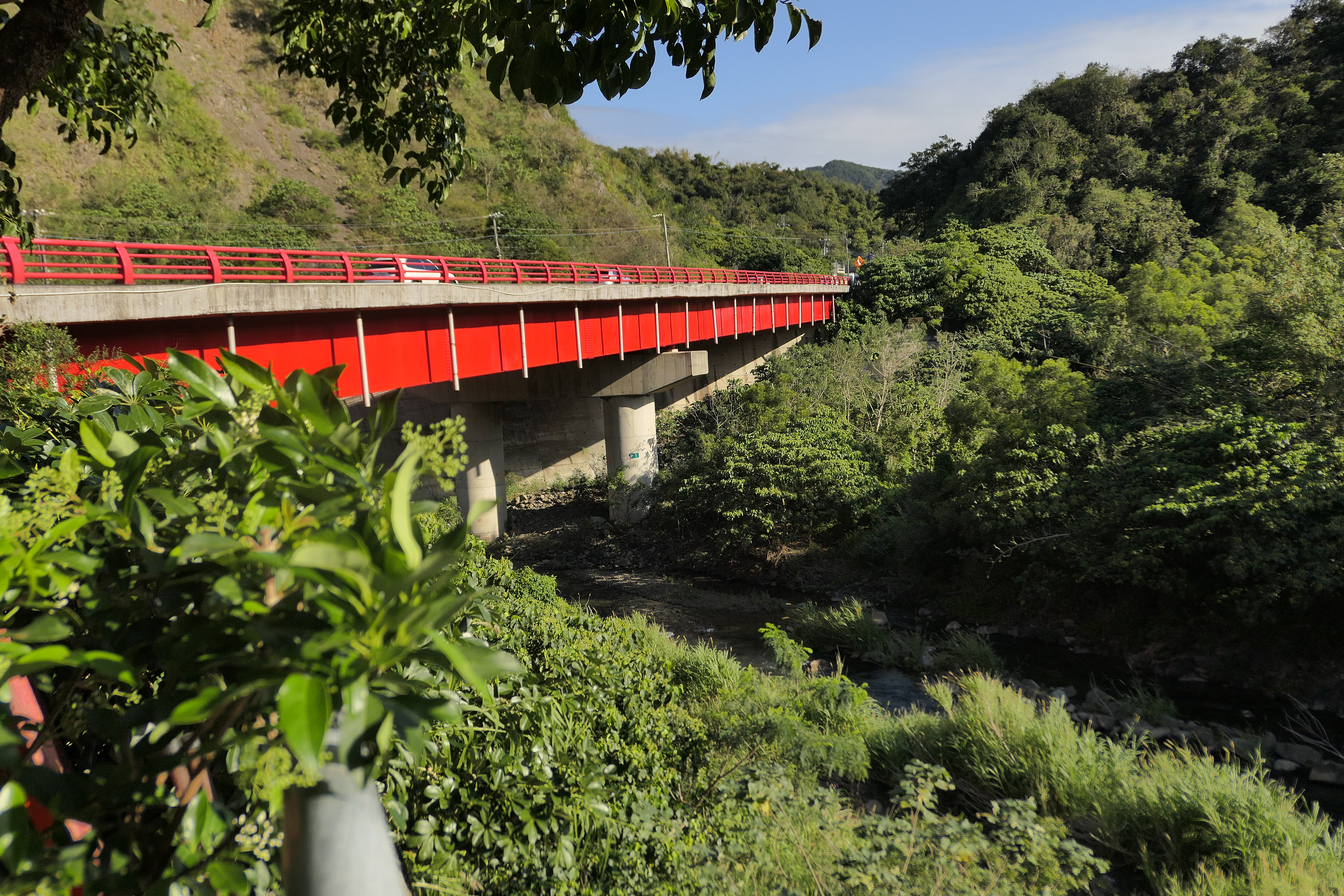
雙流橋與楓港溪

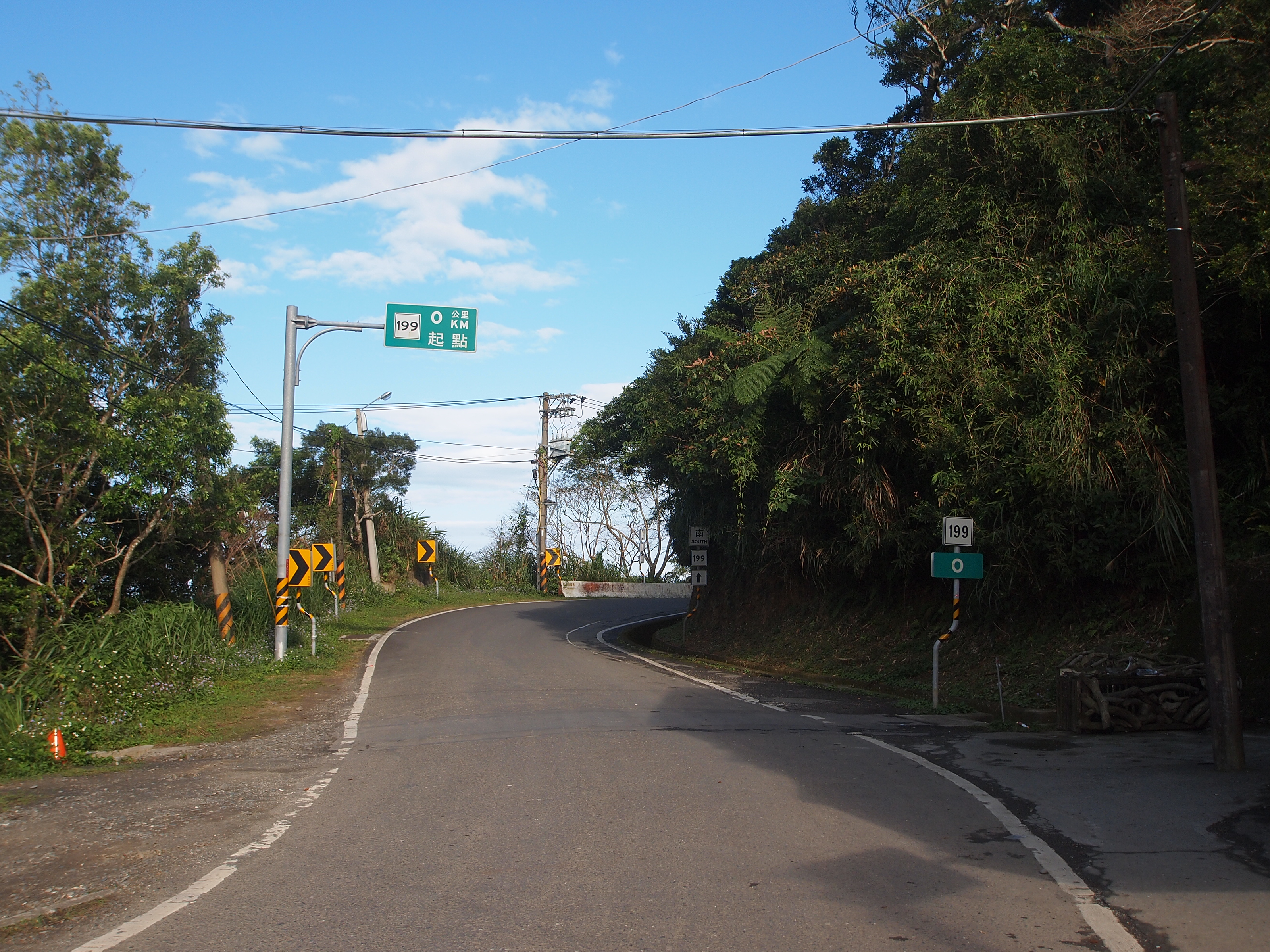
壽峠

### 鐵路
臺灣鐵路公司
- 南迴線
  - 內獅車站（位於枋山鄉）
  - 枋山車站
  - 枋野號誌站
  - 中央號誌站

### 客運
- 屏東客運
- 國光客運
- 高雄客運

### 公路
省道
- 台1線
- 台9線
  - 台9戊線（南迴公路舊線）
- 台26線

縣道
- 縣道199號

鄉道
- 屏148線

## 旅遊
| - 農業部林業及自然保育署 - 茶茶牙賴山野生動物重要棲息環境 - 屏東分署雙流國家森林遊樂區 - 雙流自然教育中心 - 屏東縣獅子鄉公所文物陳列館 - 紫竹林龍峰寺 - 圓東庵 | - 牡丹富士山 - 女仍山 - 內獅瀑布（卡悠峰瀑布） |

## 特產
- 芒果
- 山蘇
- 西瓜

## 外部連結
- 屏東縣獅子鄉公所 （页面存档备份，存于）